# Ajjampura, Tarikere
Ajjampura là một làng thuộc tehsil Tarikere, huyện Chikmagalur, bang Karnataka, Ấn Độ.